# Nagy-Britannia az 1996. évi nyári olimpiai játékokon
Nagy-Britannia az egyesült államokbeli Atlantában megrendezett 1996. évi nyári olimpiai játékok egyik részt vevő nemzete volt. Az országot az olimpián 22 sportágban 300 sportoló képviselte, akik összesen 15 érmet szereztek.

## Érmesek
| Érem  | Versenyző                                                                       | Sportág      | Versenyszám                    |
| ----- | ------------------------------------------------------------------------------- | ------------ | ------------------------------ |
| Arany | Steve Redgrave Matthew Pinsent                                                  | Evezés       | Férfi kormányos nélküli kettes |
| Ezüst | Roger Black                                                                     | Atlétika     | Férfi 400 m                    |
| Ezüst | Iwan Thomas Jamie Baulch Mark Richardson Roger Black Mark Hylton Du’aine Ladejo | Atlétika     | Férfi 4 × 400 m váltó          |
| Ezüst | Jonathan Edwards                                                                | Atlétika     | Férfi hármasugrás              |
| Ezüst | Steve Backley                                                                   | Atlétika     | Férfi gerelyhajítás            |
| Ezüst | Neil Broad Tim Henman                                                           | Tenisz       | Férfi páros                    |
| Ezüst | Paul Palmer                                                                     | Úszás        | Férfi 400 m gyors              |
| Ezüst | John Merricks Ian Walker                                                        | Vitorlázás   | Férfi 470-es osztály           |
| Ezüst | Ben Ainslie                                                                     | Vitorlázás   | Laser                          |
| Bronz | Steve Smith                                                                     | Atlétika     | Férfi magasugrás               |
| Bronz | Denise Lewis                                                                    | Atlétika     | Női hétpróba                   |
| Bronz | Rupert Obholzer Jonny Searle Greg Searle Tim Foster                             | Evezés       | Férfi kormányos nélküli négyes |
| Bronz | Max Sciandri                                                                    | Kerékpározás | Férfi egyéni mezőnyverseny     |
| Bronz | Chris Boardman                                                                  | Kerékpározás | Férfi egyéni időfutam          |
| Bronz | Graeme Smith                                                                    | Úszás        | Férfi 1500 m gyors             |

## Asztalitenisz
Férfi
| Versenyző   | Versenyszám | Csoportkör                                                                                             | Csoportkör | Nyolcaddöntő      | Negyeddöntő       | Elődöntő          | Döntő             | Helyezés |
| Versenyző   | Versenyszám | Ellenfél Eredmény                                                                                      | Hely.      | Ellenfél Eredmény | Ellenfél Eredmény | Ellenfél Eredmény | Ellenfél Eredmény | Helyezés |
| ----------- | ----------- | --- | ---------- | ----------------- | ----------------- | ----------------- | ----------------- | -------- |
| Xinhua Chen | Egyes       | M csoport · David Zhuang (USA) · 2:1 · Sule Olaleye (NGR) · 2:1 · Johnny Huang (CAN) · 0:2             | 2.         | kiesett           | kiesett           | kiesett           | kiesett           | 17.      |
| Carl Prean  | Egyes       | H csoport · Andrej Mazunov (RUS) · 1:2 · Uladzimir Szamszonav (BLR) · 0:2 · Stephen Hylton (JAM) · 2:0 | 3.         | kiesett           | kiesett           | kiesett           | kiesett           | 33.      |

Női
| Versenyző              | Versenyszám | Csoportkör | Csoportkör | Nyolcaddöntő      | Negyeddöntő       | Elődöntő          | Döntő             | Helyezés |
| Versenyző              | Versenyszám | Ellenfél Eredmény | Hely.      | Ellenfél Eredmény | Ellenfél Eredmény | Ellenfél Eredmény | Ellenfél Eredmény | Helyezés |
| ---------------------- | ----------- | --- | ---------- | ----------------- | ----------------- | ----------------- | ----------------- | -------- |
| Lisa Lomas             | Egyes       | A csoport · Marie Svensson (SWE) · 0:2 · Deng Yaping (CHN) · 0:2 · June Kyakobye (UGA) · 2:0                                                                   | 3.         | kiesett           | kiesett           | kiesett           | kiesett           | 33.      |
| Andrea Holt Lisa Lomas | Páros       | B csoport · Németország (GER) · Jie Schöpp · Olga Nemes · 0:2 · Kína (CHN) · Liu Vej · Qiao Yunping · 0:2 · Chile (CHI) · Berta Rodríguez · Sofija Tepes · 2:0 | 3.         |                   | kiesett           | kiesett           | kiesett           | 17.      |

## Atlétika
Férfi
| Versenyző                                                                       | Versenyszám     | Előfutam      | Előfutam      | Előfutam      | Negyeddöntő | Negyeddöntő | Negyeddöntő | Elődöntő | Elődöntő | Elődöntő | Döntő         | Döntő         |
| Versenyző                                                                       | Versenyszám     | Idő           | Hely.         | Össz.         | Idő         | Hely.       | Össz.       | Idő      | Hely.    | Össz.    | Idő           | Helyezés      |
| ------------------------------------------------------------------------------- | --------------- | ------------- | ------------- | ------------- | ----------- | ----------- | ----------- | -------- | -------- | -------- | ------------- | ------------- |
| Ian Mackie                                                                      | 100 m           | 10,27         | 2.            | 16.*          | 10,25       | 3.          | 18.         | kiesett  | kiesett  | kiesett  | kiesett       | kiesett       |
| Darren Braithwaite                                                              | 100 m           | 10,29         | 2.            | 19.*          | 10,27       | 6.          | 21.         | kiesett  | kiesett  | kiesett  | kiesett       | kiesett       |
| Linford Christie                                                                | 100 m           | 10,26         | 2.            | 13.**         | 10,03       | 1.          | 3.          | 10,04    | 3.       | 5.*      | kiesett       | kiesett       |
| Linford Christie                                                                | 200 m           | 20,64         | 1.            | 18.           | 20,59       | 4.          | 16.**       | kiesett  | kiesett  | kiesett  | kiesett       | kiesett       |
| John Regis                                                                      | 200 m           | 20,78         | 3.            | 29.****       | 20,56       | 3.          | 14.         | 20,58    | 6.       | 13.      | kiesett       | kiesett       |
| Owusu Dako                                                                      | 200 m           | 20,83         | 4.            | 38.           | kiesett     | kiesett     | kiesett     | kiesett  | kiesett  | kiesett  | kiesett       | kiesett       |
| Roger Black                                                                     | 400 m           | 45,28         | 1.            | 5.            | 44,72       | 1.          | 2.          | 44,69    | 1.       | 2.       | 44,41         |               |
| Iwan Thomas                                                                     | 400 m           | 45,22         | 2.            | 4.            | 45,04       | 2.          | 11.         | 45,01    | 4.       | 7.       | 44,70         | 5.            |
| Du’aine Ladejo                                                                  | 400 m           | 46,27         | 3.            | 33.           | 45,62       | 6.          | 22.         | kiesett  | kiesett  | kiesett  | kiesett       | kiesett       |
| Curtis Robb                                                                     | 800 m           | 1:45,85       | 2.            | 8.*           |             |             |             | 1:47,48  | 6.       | 15.      | kiesett       | kiesett       |
| Craig Winrow                                                                    | 800 m           | 1:47,41       | 2.            | 29.           |             |             |             | 1:48,57  | 8.       | 21.      | kiesett       | kiesett       |
| David Strang                                                                    | 800 m           | 1:47,96       | 4.            | 36.           |             |             |             | kiesett  | kiesett  | kiesett  | kiesett       | kiesett       |
| John Mayock                                                                     | 1500 m          | 3:42,31       | 2.            | 33.           |             |             |             | 3:34,55  | 7.       | 7.       | 3:40,18       | 11.           |
| Tony Whiteman                                                                   | 1500 m          | 3:40,74       | 4.            | 26.           |             |             |             | 3:36,11  | 7.       | 16.*     | kiesett       | kiesett       |
| Kevin McKay                                                                     | 1500 m          | 3:38,02       | 4.            | 15.           |             |             |             | 3:43,61  | 12.      | 24.      | kiesett       | kiesett       |
| John Nuttall                                                                    | 5000 m          | 13:52,16      | 7.            | 7.            |             |             |             | 14:08,39 | 9.       | 23.      | kiesett       | kiesett       |
| Jon Brown                                                                       | 10 000 m        | 28:19,85      | 4.            | 14.           |             |             |             |          |          |          | 27:59,72      | 10.           |
| Paul Evans                                                                      | 10 000 m        | 28:24,39      | 11.           | 18.           |             |             |             |          |          |          | nem ért célba | nem ért célba |
| Richard Nerurkar                                                                | Maraton         |               |               |               |             |             |             |          |          |          | 2:13:39       | 5.            |
| Peter Whitehead                                                                 | Maraton         |               |               |               |             |             |             |          |          |          | 2:22:37       | 55.           |
| Steve Brace                                                                     | Maraton         |               |               |               |             |             |             |          |          |          | 2:23:28       | 60.           |
| Colin Jackson                                                                   | 110 m gát       | 13,36         | 1.            | 3.*           | 13,33       | 1.          | 5.          | 13,17    | 2.       | 3.       | 13,19         | 4.            |
| Andy Tulloch                                                                    | 110 m gát       | 13,56         | 3.            | 10.**         | 13,68       | 6.          | 24.         | kiesett  | kiesett  | kiesett  | kiesett       | kiesett       |
| Tony Jarrett                                                                    | 110 m gát       | 13,47         | 1.            | 7.*           | kizárták    | kizárták    | kizárták    | kiesett  | kiesett  | kiesett  | kiesett       | kiesett       |
| Jon Ridgeon                                                                     | 400 m gát       | 49,31         | 1.            | 20.           |             |             |             | 49,43    | 7.       | 15.      | kiesett       | kiesett       |
| Peter Crampton                                                                  | 400 m gát       | 49,78         | 6.            | 30.           |             |             |             | kiesett  | kiesett  | kiesett  | kiesett       | kiesett       |
| Gary Jennings                                                                   | 400 m gát       | 50,41         | 6.            | 40.           |             |             |             | kiesett  | kiesett  | kiesett  | kiesett       | kiesett       |
| Justin Chaston                                                                  | 3000 m akadály  | 8:28,32       | 5.            | 5.            |             |             |             | 8:28,50  | 9.       | 14.      | kiesett       | kiesett       |
| Keith Cullen                                                                    | 3000 m akadály  | 8:31,26       | 6.            | 14.           |             |             |             | 8:46,74  | 11.      | 22.      | kiesett       | kiesett       |
| Spencer Duval                                                                   | 3000 m akadály  | 8:46,76       | 10.           | 30.           |             |             |             | kiesett  | kiesett  | kiesett  | kiesett       | kiesett       |
| Tony Jarrett Darren Braithwaite Darren Campbell Owusu Dako                      | 4 × 100 m váltó | nem ért célba | nem ért célba | nem ért célba |             |             |             | kiesett  | kiesett  | kiesett  | kiesett       | kiesett       |
| Iwan Thomas Jamie Baulch Mark Richardson Roger Black Mark Hylton Du’aine Ladejo | 4 × 400 m váltó | 3:01,79       | 1.            | 2.            |             |             |             | 3:01,36  | 1.       | 4.       | 2:56,60       |               |
| Chris Maddocks                                                                  | 50 km gyaloglás |               |               |               |             |             |             |          |          |          | 4:18:41       | 34.           |

| Versenyző        | Versenyszám   | Selejtező | Selejtező | Döntő    | Döntő    |
| Versenyző        | Versenyszám   | Eredmény  | Helyezés  | Eredmény | Helyezés |
| ---------------- | ------------- | --------- | --------- | -------- | -------- |
| Steve Smith      | Magasugrás    | 228 cm    | 11.*      | 235 cm   |          |
| Dalton Grant     | Magasugrás    | 226 cm    | 19.       | kiesett  | kiesett  |
| Nick Buckfield   | Rúdugrás      | 540 cm    | 20.**     | kiesett  | kiesett  |
| Neil Winter      | Rúdugrás      | 540 cm    | 24.*      | kiesett  | kiesett  |
| Jonathan Edwards | Hármasugrás   | 16,96 m   | 6.        | 17,88 m  |          |
| Francis Agyepong | Hármasugrás   | 16,71 m   | 13.**     | kiesett  | kiesett  |
| Shaun Pickering  | Súlylökés     | 18,29 m   | 27.       | kiesett  | kiesett  |
| Bob Weir         | Diszkoszvetés | 61,64 m   | 15.       | kiesett  | kiesett  |
| Glen Smith       | Diszkoszvetés | 54,88 m   | 36.       | kiesett  | kiesett  |
| David W. Smith   | Kalapácsvetés | 69,32 m   | 32.       | kiesett  | kiesett  |
| Steve Backley    | Gerelyhajítás | 84,14 m   | 5.        | 87,44 m  |          |
| Mick Hill        | Gerelyhajítás | 80,48 m   | 11.       | 78,58 m  | 12.      |
| Nick Nieland     | Gerelyhajítás | 75,74 m   | 25.       | kiesett  | kiesett  |

| Versenyző   | Versenyszám | 100 m | 100 m | Távolugrás | Távolugrás | Súlylökés  | Súlylökés  | Magasugrás | Magasugrás | 400 m      | 400 m      | 110 m gát  | 110 m gát  | Diszkoszvetés | Diszkoszvetés | Rúdugrás   | Rúdugrás   | Gerelyhajítás | Gerelyhajítás | 1500 m     | 1500 m     | Végeredmény   | Végeredmény   |
| Versenyző   | Versenyszám | Idő   | Pont  | Eredmény   | Pont       | Eredmény   | Pont       | Eredmény   | Pont       | Idő        | Pont       | Idő        | Pont       | Eredmény      | Pont          | Eredmény   | Pont       | Eredmény      | Pont          | Idő        | Pont       | Pont          | Helyezés      |
| ----------- | ----------- | ----- | ----- | ---------- | ---------- | ---------- | ---------- | ---------- | ---------- | ---------- | ---------- | ---------- | ---------- | ------------- | ------------- | ---------- | ---------- | ------------- | ------------- | ---------- | ---------- | ------------- | ------------- |
| Alex Kruger | Tízpróba    | 11,38 | 778   | 655 cm     | 709        | nem indult | nem indult | nem indult | nem indult | nem indult | nem indult | nem indult | nem indult | nem indult    | nem indult    | nem indult | nem indult | nem indult    | nem indult    | nem indult | nem indult | nem ért célba | nem ért célba |

Női
| Versenyző                                                    | Versenyszám     | Előfutam      | Előfutam      | Előfutam      | Negyeddöntő | Negyeddöntő | Negyeddöntő | Elődöntő      | Elődöntő      | Elődöntő      | Döntő    | Döntő    |
| Versenyző                                                    | Versenyszám     | Idő           | Hely.         | Össz.         | Idő         | Hely.       | Össz.       | Idő           | Hely.         | Össz.         | Idő      | Helyezés |
| ------------------------------------------------------------ | --------------- | ------------- | ------------- | ------------- | ----------- | ----------- | ----------- | ------------- | ------------- | ------------- | -------- | -------- |
| Marcia Richardson                                            | 100 m           | 11,42         | 6.            | 26.*          | 11,55       | 7.          | 26.         | kiesett       | kiesett       | kiesett       | kiesett  | kiesett  |
| Stephi Douglas                                               | 100 m           | 11,61         | 4.            | 34.*          | 11,75       | 8.          | 30.         | kiesett       | kiesett       | kiesett       | kiesett  | kiesett  |
| Simone Jacobs                                                | 100 m           | 11,39         | 5.            | 23.*          | 11,47       | 5.          | 21.*        | kiesett       | kiesett       | kiesett       | kiesett  | kiesett  |
| Simone Jacobs                                                | 200 m           | 23,36         | 5.            | 30.           | 22,96       | 6.          | 16.         | kiesett       | kiesett       | kiesett       | kiesett  | kiesett  |
| Katharine Merry                                              | 200 m           | 23,14         | 2.            | 17.*          | 23,17       | 5.          | 19.         | kiesett       | kiesett       | kiesett       | kiesett  | kiesett  |
| Phylis Smith                                                 | 400 m           | 51,29         | 3.            | 4.            | 52,16       | 6.          | 25.         | kiesett       | kiesett       | kiesett       | kiesett  | kiesett  |
| Donna Fraser                                                 | 400 m           | 52,78         | 3.            | 32.           | 51,58       | 7.          | 19.         | kiesett       | kiesett       | kiesett       | kiesett  | kiesett  |
| Diane Edwards-Modahl                                         | 800 m           | nem ért célba | nem ért célba | nem ért célba |             |             |             | kiesett       | kiesett       | kiesett       | kiesett  | kiesett  |
| Kelly Holmes                                                 | 800 m           | 1:58,80       | 1.            | 1.            |             |             |             | 1:58,49       | 3.            | 8.            | 1:58,81  | 4.       |
| Kelly Holmes                                                 | 1500 m          | 4:07,36       | 2.            | 2.            |             |             |             | 4:05,88       | 1.            | 1.            | 4:07,46  | 11.      |
| Paula Radcliffe                                              | 5000 m          | 15:23,90      | 3.            | 13.           |             |             |             |               |               |               | 15:13,11 | 5.       |
| Sonia McGeorge                                               | 5000 m          | 16:01,92      | 13.           | 39.           |             |             |             |               |               |               | kiesett  | kiesett  |
| Alison Wyeth                                                 | 5000 m          | 16:24,74      | 15.           | 44.           |             |             |             |               |               |               | kiesett  | kiesett  |
| Liz McColgan                                                 | Maraton         |               |               |               |             |             |             |               |               |               | 2:34:30  | 16.      |
| Karen Macleod                                                | Maraton         |               |               |               |             |             |             |               |               |               | 2:42:08  | 45.      |
| Suzanne Rigg                                                 | Maraton         |               |               |               |             |             |             |               |               |               | 2:52:09  | 58.      |
| Angie Thorp                                                  | 100 m gát       | 12,93         | 2.            | 15.           | 12,99       | 3.          | 19.         | 12,80         | 4.            | 10.           | kiesett  | kiesett  |
| Jackie Agyepong                                              | 100 m gát       | 13,24         | 6.            | 32.           | kiesett     | kiesett     | kiesett     | kiesett       | kiesett       | kiesett       | kiesett  | kiesett  |
| Sally Gunnell                                                | 400 m gát       | 55,29         | 2.            | 7.            |             |             |             | nem ért célba | nem ért célba | nem ért célba | kiesett  | kiesett  |
| Angie Thorp Marcia Richardson Simone Jacobs Katharine Merry  | 4 × 100 m váltó | 43,88         | 3.            | 8.            |             |             |             |               |               |               | 43,93    | 8.       |
| hylis Smith Allison Curbishley Donna Fraser Georgina Oladapo | 4 × 400 m váltó | 3:28,13       | 4.            | 4.            |             |             |             |               |               |               | kiesett  | kiesett  |
| Vicky Lupton                                                 | 10 km gyaloglás |               |               |               |             |             |             |               |               |               | 47:05    | 33.      |

| Versenyző         | Versenyszám   | Selejtező | Selejtező | Döntő    | Döntő    |
| Versenyző         | Versenyszám   | Eredmény  | Helyezés  | Eredmény | Helyezés |
| ----------------- | ------------- | --------- | --------- | -------- | -------- |
| Lea Haggett       | Magasugrás    | 190 cm    | 17.       | kiesett  | kiesett  |
| Debbie Marti      | Magasugrás    | 185 cm    | 20.***    | kiesett  | kiesett  |
| Denise Lewis      | Távolugrás    | 633 cm    | 23.       | kiesett  | kiesett  |
| Ashia Hansen      | Hármasugrás   | 14,55 m   | 5.        | 14,49 m  | 4.       |
| Michelle Griffith | Hármasugrás   | 13,70 m   | 17.       | kiesett  | kiesett  |
| Judy Oakes        | Súlylökés     | 18,56 m   | 11.       | 18,34 m  | 11.      |
| Jackie McKernan   | Diszkoszvetés | 58,88 m   | 20.       | kiesett  | kiesett  |
| Tessa Sanderson   | Gerelyhajítás | 58,86 m   | 14.       | kiesett  | kiesett  |
| Shelley Holroyd   | Gerelyhajítás | 54,72 m   | 27.       | kiesett  | kiesett  |

| Versenyző    | Versenyszám | 100 m gát | 100 m gát | Magasugrás | Magasugrás | Súlylökés | Súlylökés | 200 m | 200 m | Távolugrás | Távolugrás | Gerelyhajítás | Gerelyhajítás | 800 m   | 800 m | Végeredmény | Végeredmény |
| Versenyző    | Versenyszám | Idő       | Pont      | Eredmény   | Pont       | Eredmény  | Pont      | Idő   | Pont  | Eredmény   | Pont       | Eredmény      | Pont          | Idő     | Pont  | Pont        | Helyezés    |
| ------------ | ----------- | --------- | --------- | ---------- | ---------- | --------- | --------- | ----- | ----- | ---------- | ---------- | ------------- | ------------- | ------- | ----- | ----------- | ----------- |
| Denise Lewis | Hétpróba    | 13,45     | 1058      | 177 cm     | 941        | 13,92 m   | 789       | 24,44 | 939   | 632 cm     | 949        | 54,82 m       | 954           | 2:17,41 | 859   | 6489        |             |

* - egy másik versenyzővel azonos eredményt ért el

** - két másik versenyzővel azonos eredményt ért el

*** - három másik versenyzővel azonos eredményt ért el

**** - négy másik versenyzővel azonos eredményt ért el

## Birkózás
Szabadfogású
| Versenyző     | Versenyszám | 32-es főtábla                | Nyolcaddöntő      | Negyeddöntő       | Elődöntő          | Vigaszág 2. kör        | Vigaszág 3. kör            | Vigaszág 4. kör   | Vigaszág 5. kör   | Vigaszág 6. kör   | Bronz- mérkőzés   | Döntő             | Helyezés |
| Versenyző     | Versenyszám | Ellenfél Eredmény            | Ellenfél Eredmény | Ellenfél Eredmény | Ellenfél Eredmény | Ellenfél Eredmény      | Ellenfél Eredmény          | Ellenfél Eredmény | Ellenfél Eredmény | Ellenfél Eredmény | Ellenfél Eredmény | Ellenfél Eredmény | Helyezés |
| ------------- | ----------- | ---------------------------- | ----------------- | ----------------- | ----------------- | ---------------------- | -------------------------- | ----------------- | ----------------- | ----------------- | ----------------- | ----------------- | -------- |
| Amarjit Singh | 130 kg      | Ibrahim Mehraban (IRI) · 2–6 |                   |                   |                   | Neal Kranz (GUM) · 3–0 | Merabi Valijev (UKR) · 0–4 | kiesett           | kiesett           | kiesett           | kiesett           |                   | 13.      |

## Cselgáncs
Férfi
| Versenyző       | Versenyszám  | Selejtező                     | 32-es főtábla                | Nyolcaddöntő                     | Negyeddöntő       | Elődöntő          | Vigaszág első kör        | Vigaszág negyeddöntő         | Vigaszág elődöntő          | Bronz- mérkőzés   | Döntő             | Helyezés |
| Versenyző       | Versenyszám  | Ellenfél Eredmény             | Ellenfél Eredmény            | Ellenfél Eredmény                | Ellenfél Eredmény | Ellenfél Eredmény | Ellenfél Eredmény        | Ellenfél Eredmény            | Ellenfél Eredmény          | Ellenfél Eredmény | Ellenfél Eredmény | Helyezés |
| --------------- | ------------ | ----------------------------- | ---------------------------- | -------------------------------- | ----------------- | ----------------- | ------------------------ | ---------------------------- | -------------------------- | ----------------- | ----------------- | -------- |
| Nigel Donohue   | Légsúly      | erőnyerő                      | Pedro Caravana (POR) · GY    | Dorjpalamyn Narmandakh (MGL) · V |                   |                   | Melvin Méndez (PUR) · GY | Alisher Mukhtarov (UZB) · GY | Nyikolaj Ozsegin (RUS) · V | kiesett           |                   | 7.       |
| Julian Davies   | Harmatsúly   | erőnyerő                      | Abdoul Karim Seck (SEN) · GY | Jarosław Lewak (POL) · V         | kiesett           | kiesett           |                          |                              |                            |                   |                   | 17.      |
| Danny Kingston  | Könnyűsúly   | erőnyerő                      | Jimmy Pedro (USA) · V        | kiesett                          | kiesett           | kiesett           |                          |                              |                            |                   |                   | 21.      |
| Graeme Randall  | Váltósúly    | Shay-Oren Smadja (ISR) · V    | kiesett                      | kiesett                          | kiesett           | kiesett           |                          |                              |                            |                   |                   | 33.      |
| Ryan Birch      | Középsúly    | erőnyerő                      | Darcel Yandzi (FRA) · V      | kiesett                          | kiesett           | kiesett           |                          |                              |                            |                   |                   | 21.      |
| Raymond Stevens | Félnehézsúly | Bassel El-Gharbawy (EGY) · GY | Ben Sonnemans (NED) · V      | kiesett                          | kiesett           | kiesett           |                          |                              |                            |                   |                   | 17.      |

Női
| Versenyző          | Versenyszám  | Selejtező                 | Nyolcaddöntő                  | Negyeddöntő                 | Elődöntő          | Vigaszág első kör          | Vigaszág negyeddöntő            | Vigaszág elődöntő           | Bronz- mérkőzés            | Döntő             | Helyezés |
| Versenyző          | Versenyszám  | Ellenfél Eredmény         | Ellenfél Eredmény             | Ellenfél Eredmény           | Ellenfél Eredmény | Ellenfél Eredmény          | Ellenfél Eredmény               | Ellenfél Eredmény           | Ellenfél Eredmény          | Ellenfél Eredmény | Helyezés |
| ------------------ | ------------ | ------------------------- | ----------------------------- | --------------------------- | ----------------- | -------------------------- | ------------------------------- | --------------------------- | -------------------------- | ----------------- | -------- |
| Joyce Heron        | Légsúly      | erőnyerő                  | Yolanda Soler (ESP) · V       |                             |                   | Carolyne Lepage (CAN) · GY | Małgorzata Roszkowska (POL) · V | kiesett                     | kiesett                    |                   | 9.       |
| Sharon Rendle      | Harmatsúly   | Lynda Mekzine (ALG) · V   | kiesett                       | kiesett                     | kiesett           |                            |                                 |                             |                            |                   | 18.      |
| Nicola Fairbrother | Könnyűsúly   | Raoudha Chaari (TUN) · GY | Beata Kucharzewska (POL) · GY | Driulys González (CUB) · V  |                   |                            | Magali Baton (FRA) · GY         | Zulfija Garipova (RUS) · GY | Isabel Fernández (ESP) · V |                   | 5.       |
| Diane Bell         | Váltósúly    | Lara Sullivan (AUS) · GY  | Sara Álvarez (ESP) · V        | kiesett                     | kiesett           |                            |                                 |                             |                            |                   | 16.      |
| Rowena Sweatman    | Középsúly    | erőnyerő                  | Anja von Rekowski (GER) · GY  | Aneta Szczepańska (POL) · V |                   |                            | Mélanie Engoang (GAB) · GY      | Odalis Revé (CUB) · V       | kiesett                    |                   | 7.       |
| Kate Howey         | Félnehézsúly | erőnyerő                  | Karin Kienhuis (NED) · GY     | Tanabe Jóko (JPN) · V       |                   |                            | Hannah Ertel (GER) · V          | kiesett                     | kiesett                    |                   | 9.       |
| Michelle Rogers    | Nehézsúly    | erőnyerő                  | Sun Fuming (CHN) · V          |                             |                   | erőnyerő                   | Johanna Hagn (GER) · V          | kiesett                     | kiesett                    |                   | 9.       |

## Evezés
Férfi
| Versenyző | Versenyszám                          | Előfutam | Előfutam | 1. vigaszág | 1. vigaszág | 2. vigaszág | 2. vigaszág | Elődöntő | Elődöntő | Elődöntő | Döntő | Döntő   | Döntő | Helyezés |
| Versenyző | Versenyszám                          | Idő      | Hely.    | Idő         | Hely.       | Idő         | Hely.       | Típus    | Idő      | Hely.    | Típus | Idő     | Hely. | Helyezés |
| --- | ------------------------------------ | -------- | -------- | ----------- | ----------- | ----------- | ----------- | -------- | -------- | -------- | ----- | ------- | ----- | -------- |
| Peter Haining | Egypárevezős                         | 7:42,55  | 4.       | 7:45,95     | 2.          |             |             | A/B      | 7:30,47  | 6.       | B     | 6:55,06 | 5.    | 11.      |
| Bobby Thatcher Guy Pooley (1. forduló és 1. vigaszág) James Cracknell (2. vigaszág és C döntő)                           | Kétpárevezős                         | 7:00,74  | 5.       | 7:00,81     | 3.          | 6:51,22     | 2.          |          |          |          | C     | 6:51,41 | 5.    | 17.      |
| Steve Redgrave Matthew Pinsent                                                                                           | Kormányos nélküli kettes             | 6:50,04  | 1.       | erőnyerő    | erőnyerő    |             |             | A/B      | 6:50,30  | 1.       | A     | 6:20,09 | 1.    |          |
| Rupert Obholzer Jonny Searle Greg Searle Tim Foster                                                                      | Kormányos nélküli négyes             | 6:14,74  | 1.       | erőnyerő    | erőnyerő    |             |             | A/B      | 6:10,78  | 1.       | A     | 6:07,28 | 3.    |          |
| Matthew Parish Jim Walker Alex Story Richard Hamilton Roger Brown Peter Bridge Ben Hunt-Davis Graham Smith Garry Herbert | Nyolcas                              | 5:49,37  | 4.       | 5:33,22     | 3.          |             |             |          |          |          | B     | 5:40,23 | 2.    | 8.       |
| Nicholas Strange Andrew Sinton                                                                                           | Könnyűsúlyú kétpárevezős             | 6:56,86  | 5.       | 6:22,27     | 2.          |             |             | A/B      | 6:39,20  | 5.       | B     | 6:31,15 | 6.    | 12.      |
| David Lemon James McNiven Tom Kay Benjamin Helm                                                                          | Könnyűsúlyú kormányos nélküli négyes | 6:35,95  | 5.       | 6:02,65     | 2.          |             |             | A/B      | 6:19,07  | 5.       | B     | 6:05,13 | 4.    | 10.      |

Női
| Versenyző | Versenyszám              | Előfutam | Előfutam | Vigaszág | Vigaszág | Elődöntő | Elődöntő | Elődöntő | Döntő | Döntő   | Döntő | Helyezés |
| Versenyző | Versenyszám              | Idő      | Hely.    | Idő      | Hely.    | Típus    | Idő      | Hely.    | Típus | Idő     | Hely. | Helyezés |
| --- | ------------------------ | -------- | -------- | -------- | -------- | -------- | -------- | -------- | ----- | ------- | ----- | -------- |
| Guin Batten | Egypárevezős             | 8:16,75  | 4.       | 8:44,73  | 3.       | A/B      | 7:56,61  | 3.       | A     | 7:45,08 | 5.    | 5.       |
| Kate MacKenzie Philippa Cross                                                                                          | Kormányos nélküli kettes | 8:03,53  | 4.       | 8:15,26  | 3.       | A/B      | 7:59,57  | 6.       | B     | 7:34,68 | 6.    | 12.      |
| Annamarie Stapleton Lisa Eyre Dot Blackie Kate Pollitt Miriam Batten Cath Bishop Joanne Turvey Alison Gill Suzie Ellis | Nyolcas                  | 6:39,34  | 4.       | 6:12,28  | 6.       |          |          |          | B     | 6:15,21 | 1.    | 7.       |

## Gyeplabda

### Férfi
| Brit férfi gyeplabdacsapat-játékoskeret                                                                                    | Brit férfi gyeplabdacsapat-játékoskeret                                                                              |
| --- | --- |
| - Simon Mason - David Luckes - Jon Wyatt - Julian Halls - Soma Singh - Simon Hazlitt - Jason Laslett - Kalbir Singh Takher | - Jason Lee - Nicky Thompson - Chris Mayer - Phillip McGuire - Russell Garcia - John Shaw - Calum Giles - Danny Hall |

#### Eredmények
Csoportkör
B csoport
| Csapat                        | M | Gy | D | V | G+ | G– | Gk | P |
| ----------------------------- | - | -- | - | - | -- | -- | -- | - |
| Hollandia (NED)               | 5 | 4  | 1 | 0 | 14 | 6  | +8 | 9 |
| Ausztrália (AUS)              | 5 | 3  | 1 | 1 | 13 | 7  | +6 | 7 |
| Nagy-Britannia (GBR)          | 5 | 1  | 3 | 1 | 8  | 8  | 0  | 5 |
| Dél-Korea (KOR)               | 5 | 1  | 2 | 2 | 12 | 13 | –1 | 4 |
| Dél-afrikai Köztársaság (RSA) | 5 | 0  | 3 | 2 | 7  | 12 | –5 | 3 |
| Malajzia (MAS)                | 5 | 0  | 2 | 3 | 7  | 15 | –8 | 2 |

| 1996. július 21. 17:30 | Nagy-Britannia (GBR) | 2–2   | Dél-Korea (KOR)                                                  | Játékvezetők: Henrik Ehlers (DEN), Szana Kijosi (JPN) |
| 1996. július 21. 17:30 | Giles 31', 50'       | (1–1) | Kang Gonuk (Gang Geon-Uk) 35' · Pak Sinhung (Park Sin-Heung) 68' | Játékvezetők: Henrik Ehlers (DEN), Szana Kijosi (JPN) |

| 1996. július 23. 09:00 | Hollandia (NED)               | 2–2   | Nagy-Britannia (GBR)   | Játékvezetők: Richard Wolter (GER), Antonio Morales (ESP) |
| 1996. július 23. 09:00 | Bovelander 17' · Delissen 59' | (1–1) | Garcia 27' · Giles 65' | Játékvezetők: Richard Wolter (GER), Antonio Morales (ESP) |

| 1996. július 25. 17:30 | Malajzia (MAS)             | 2–2   | Nagy-Britannia (GBR) | Játékvezetők: Ayman Amin (EGY), Antonio Morales (ESP) |
| 1996. július 25. 17:30 | Nasir-ud-Din 4' · Aziz 69' | (1–0) | Shaw 41' · Giles 63' | Játékvezetők: Ayman Amin (EGY), Antonio Morales (ESP) |

| 1996. július 27. 17:30 | Dél-afrikai Köztársaság (RSA) | 0–2   | Nagy-Britannia (GBR)  | Játékvezetők: Steve Horgan (USA), Eduardo Ruiz (ARG) |
| 1996. július 27. 17:30 |                               | (0–2) | Wyatt 14' · Giles 28' | Játékvezetők: Steve Horgan (USA), Eduardo Ruiz (ARG) |

| 1996. július 29. 09:00 | Nagy-Britannia (GBR) | 0–2   | Ausztrália (AUS)     | Játékvezetők: Richard Wolter (GER), Henrik Ehlers (DEN) |
| 1996. július 29. 09:00 |                      | (0–2) | Hager 5' · Stacy 28' | Játékvezetők: Richard Wolter (GER), Henrik Ehlers (DEN) |

Az 5–8. helyért
| 1996. július 31. 11:00 | Nagy-Britannia (GBR) | 1–2   | Pakisztán (PAK)       | Játékvezetők: Roger St Rose (TRI), Henrik Ehlers (DEN) |
| 1996. július 31. 11:00 | Giles 7'             | (1–1) | Sarwar 11' · Khan 65' | Játékvezetők: Roger St Rose (TRI), Henrik Ehlers (DEN) |

A 7. helyért
| 1996. augusztus 1. 11:00 | India (IND)                                    | 3–4   | Nagy-Britannia (GBR)                           | Játékvezetők: Eduardo Ruiz (ARG), Roger St Rose (TRI) |
| 1996. augusztus 1. 11:00 | Dhillon 2' · Szingh Greval 29' · P. Szingh 70' | (2–1) | Shaw 24' · Laslett 43' · Wyatt 53' · Mayer 56' | Játékvezetők: Eduardo Ruiz (ARG), Roger St Rose (TRI) |

| Csapat               | Helyezés |
| -------------------- | -------- |
| Nagy-Britannia (GBR) | 7.       |

### Női
| Brit női gyeplabdacsapat-játékoskeret                                                                                 | Brit női gyeplabdacsapat-játékoskeret                                                                                                   |
| --- | --- |
| - Jo Thompson - Hilary Rose - Christine Cook - Tina Cullen - Karen Brown - Jill Atkins - Susan Fraser - Rhona Simpson | - Mandy Nichols - Jane Sixsmith - Pauline Robertson-Stott - Joanne Mould - Tammy Miller - Anna Bennett - Mandy Davies - Kathryn Johnson |

#### Eredmények
Csoportkör
| Csapat                 | M | Gy | D | V | G+ | G– | Gk  | P  |
| ---------------------- | - | -- | - | - | -- | -- | --- | -- |
| Ausztrália (AUS)       | 7 | 6  | 1 | 0 | 24 | 4  | +20 | 13 |
| Dél-Korea (KOR)        | 7 | 4  | 2 | 1 | 18 | 9  | +9  | 10 |
| Nagy-Britannia (GBR)   | 7 | 3  | 2 | 2 | 12 | 11 | +1  | 8  |
| Hollandia (NED)        | 7 | 3  | 2 | 2 | 15 | 15 | 0   | 8  |
| Egyesült Államok (USA) | 7 | 2  | 2 | 3 | 8  | 11 | –3  | 6  |
| Németország (GER)      | 7 | 2  | 1 | 4 | 10 | 11 | –1  | 5  |
| Argentína (ARG)        | 7 | 2  | 1 | 4 | 7  | 21 | –14 | 5  |
| Spanyolország (ESP)    | 7 | 0  | 1 | 6 | 5  | 17 | –12 | 1  |

| 1996. július 20. 20:00 | Dél-Korea (KOR)                                                                  | 5–0   | Nagy-Britannia (GBR) | Játékvezetők: Margaret Lanning (CAN), Carola Heinrichs (GER) |
| 1996. július 20. 20:00 | Cso Undzsong 22', 70' · Cshö Miszun 43' · Kvon Cshangszuk 46' · Kvon Szuhjon 67' | (1–0) |                      | Játékvezetők: Margaret Lanning (CAN), Carola Heinrichs (GER) |

| 1996. július 21. 20:00 | Hollandia (NED) | 1–1   | Nagy-Britannia (GBR) | Játékvezetők: Peri Buckley (AUS), Lee Mi-Ok (KOR) |
| 1996. július 21. 20:00 | Lewin 11'       | (1–0) | Cook 41'             | Játékvezetők: Peri Buckley (AUS), Lee Mi-Ok (KOR) |

| 1996. július 23. 20:00 | Egyesült Államok (USA) | 0–1   | Nagy-Britannia (GBR) | Játékvezetők: Kazuko Yasueda (JPN), Laura Crespo (ARG) |
| 1996. július 23. 20:00 |                        | (0–0) | Simpson 51'          | Játékvezetők: Kazuko Yasueda (JPN), Laura Crespo (ARG) |

| 1996. július 25. 09:00 | Spanyolország (ESP)         | 2–2   | Nagy-Britannia (GBR)     | Játékvezetők: Lee Mi-Ok (KOR), Renée Chatas (USA) |
| 1996. július 25. 09:00 | Dorado 22' · Gabellanes 55' | (1–1) | Fraser 18' · Johnson 66' | Játékvezetők: Lee Mi-Ok (KOR), Renée Chatas (USA) |

| 1996. július 26. 20:00 | Ausztrália (AUS) | 1–0   | Nagy-Britannia (GBR) | Játékvezetők: Miriam van Gemert (NED), Naomi Kato (JPN) |
| 1996. július 26. 20:00 | Andrews 29'      | (1–0) |                      | Játékvezetők: Miriam van Gemert (NED), Naomi Kato (JPN) |

| 1996. július 28. 09:00 | Németország (GER)          | 2–3   | Nagy-Britannia (GBR)           | Játékvezetők: Miriam van Gemert (NED), Laura Crespo (ARG) |
| 1996. július 28. 09:00 | Hentschel 29' · Becker 38' | (1–0) | Atkins 51', 69' · Sixsmith 61' | Játékvezetők: Miriam van Gemert (NED), Laura Crespo (ARG) |

| 1996. július 30. 09:00 | Argentína (ARG) | 0–5   | Nagy-Britannia (GBR)                     | Játékvezetők: Peri Buckley (AUS), Renée Chatas (USA) |
| 1996. július 30. 09:00 |                 | (0–2) | Nichols 8', 68' · Sixsmith 13', 61', 67' | Játékvezetők: Peri Buckley (AUS), Renée Chatas (USA) |

Bronzmérkőzés
| 1996. augusztus 1. 17:00 | Nagy-Britannia (GBR) | 0–0 (h. u.) | Hollandia (NED) | Játékvezetők: Angela Lario Ruiz (ESP), Kazuko Yasueda (JPN) |
| 1996. augusztus 1. 17:00 |                      |             |                 | Játékvezetők: Angela Lario Ruiz (ESP), Kazuko Yasueda (JPN) |
| 1996. augusztus 1. 17:00 | Büntetőpárbaj:       |             |                 | Játékvezetők: Angela Lario Ruiz (ESP), Kazuko Yasueda (JPN) |
| 1996. augusztus 1. 17:00 | 3–4                  |             |                 | Játékvezetők: Angela Lario Ruiz (ESP), Kazuko Yasueda (JPN) |

| Csapat               | Helyezés |
| -------------------- | -------- |
| Nagy-Britannia (GBR) | 4.       |

## Íjászat
Férfi
| Versenyző      | Versenyszám | Selejtező | Selejtező | 64-es főtábla                        | 32-es főtábla                     | Nyolcaddöntő      | Negyeddöntő       | Elődöntő          | Döntő             | Helyezés |
| Versenyző      | Versenyszám | Pont      | Kiemelt   | Ellenfél Eredmény                    | Ellenfél Eredmény                 | Ellenfél Eredmény | Ellenfél Eredmény | Ellenfél Eredmény | Ellenfél Eredmény | Helyezés |
| -------------- | ----------- | --------- | --------- | ------------------------------------ | --------------------------------- | ----------------- | ----------------- | ----------------- | ----------------- | -------- |
| Gary Hardinges | Egyéni      | 658       | 24.       | Cho Sheng-Ling (TPE) (41.) · 158–158 | Justin Huish (USA) (9.) · 155–166 | kiesett           | kiesett           | kiesett           | kiesett           | 28.      |
| Steven Hallard | Egyéni      | 664       | 17.       | Tommi Tuovila (FIN) (48.) · 150–151  | kiesett                           | kiesett           | kiesett           | kiesett           | kiesett           | 55.      |

Női
| Versenyző         | Versenyszám | Selejtező | Selejtező | 64-es főtábla                        | 32-es főtábla                        | Nyolcaddöntő                 | Negyeddöntő       | Elődöntő          | Döntő             | Helyezés |
| Versenyző         | Versenyszám | Pont      | Kiemelt   | Ellenfél Eredmény                    | Ellenfél Eredmény                    | Ellenfél Eredmény            | Ellenfél Eredmény | Ellenfél Eredmény | Ellenfél Eredmény | Helyezés |
| ----------------- | ----------- | --------- | --------- | ------------------------------------ | ------------------------------------ | ---------------------------- | ----------------- | ----------------- | ----------------- | -------- |
| Alison Williamson | Egyéni      | 648       | 15.       | Deonne Bridger (AUS) (50.) · 156–141 | Volha Zabuhina (BLR) (18.) · 157–142 | He Ying (CHN) (2.) · 159–165 | kiesett           | kiesett           | kiesett           | 10.      |

## Kajak-kenu

### Síkvízi
Férfi
| Versenyző                        | Versenyszám         | Előfutam | Előfutam | Előfutam | Vigaszág | Vigaszág | Vigaszág | Elődöntő | Elődöntő | Elődöntő | Döntő    | Döntő    |
| Versenyző                        | Versenyszám         | Idő      | Hely.    | Össz.    | Idő      | Hely.    | Össz.    | Idő      | Hely.    | Össz.    | Idő      | Helyezés |
| -------------------------------- | ------------------- | -------- | -------- | -------- | -------- | -------- | -------- | -------- | -------- | -------- | -------- | -------- |
| Ivan Lawler                      | Kajak egyes 500 m   | 1:48,991 | 7.       | 22.      | 1:45,220 | 6.       | 11.      | kiesett  | kiesett  | kiesett  | kiesett  | kiesett  |
| Ivan Lawler                      | Kajak egyes 1000 m  | 3:51,580 | 4.       | 12.      | 4:06,555 | 4.       | 7.       | 3:55,583 | 9.       | 17.      | kiesett  | kiesett  |
| Grayson Bourne Paul Darby-Dowman | Kajak kettes 1000 m | 3:43,384 | 3.       | 10.      | erőnyerő | erőnyerő | erőnyerő | 3:25,346 | 9.       | 17.      | kiesett  | kiesett  |
| Andrew Train Stephen Train       | Kenu kettes 500 m   | 1:47,892 | 4.       | 14.      | 1:50,476 | 2.       | 6.       | 1:45,638 | 7.       | 15.      | kiesett  | kiesett  |
| Andrew Train Stephen Train       | Kenu kettes 1000 m  | 4:01,263 | 2.       | 2.       |          |          |          | erőnyerő | erőnyerő | erőnyerő | 3:36,694 | 6.       |

Női
| Versenyző                    | Versenyszám        | Előfutam | Előfutam | Előfutam | Vigaszág | Vigaszág | Vigaszág | Elődöntő | Elődöntő | Elődöntő | Döntő   | Döntő    |
| Versenyző                    | Versenyszám        | Idő      | Hely.    | Össz.    | Idő      | Hely.    | Össz.    | Idő      | Hely.    | Össz.    | Idő     | Helyezés |
| ---------------------------- | ------------------ | -------- | -------- | -------- | -------- | -------- | -------- | -------- | -------- | -------- | ------- | -------- |
| Andrea Dallaway              | Kajak egyes 500 m  | 1:58,531 | 5.       | 16.      | 2:04,885 | 2.       | 8.       | 1:55,842 | 7.       | 16.      | kiesett | kiesett  |
| Helen Gilby Alison Thorogood | Kajak kettes 500 m | 1:51,386 | 7.       | 19.      | 1:55,088 | 4.       | 7.       | 1:49,849 | 9.       | 17.      | kiesett | kiesett  |

### Szlalom
| Versenyző                | Versenyszám       | Döntő    | Döntő    | Döntő    | Döntő    | Döntő         | Döntő         |
| Versenyző                | Versenyszám       | 1. futam | 1. futam | 2. futam | 2. futam | Jobb eredmény | Jobb eredmény |
| Versenyző                | Versenyszám       | Pont     | Hely.    | Pont     | Hely.    | Pont          | Helyezés      |
| ------------------------ | ----------------- | -------- | -------- | -------- | -------- | ------------- | ------------- |
| Ian Raspin               | Férfi kajak egyes | 146,15   | 6.       | 209,11   | 35.      | 146,15        | 9.            |
| Paul Ratcliffe           | Férfi kajak egyes | 153,49   | 13.      | 148,37   | 8.       | 148,37        | 14.           |
| Shaun Pearce             | Férfi kajak egyes | 154,76   | 15.      | 167,94   | 25.      | 154,76        | 25.           |
| Gareth Marriott          | Férfi kenu egyes  | 155,83   | 3.       | 159,14   | 3.       | 155,83        | 4.            |
| Mark Delaney             | Férfi kenu egyes  | 166,52   | 12.      | 165,67   | 9.       | 165,67        | 14.           |
| Craig Brown Stewart Pitt | Férfi kenu kettes | 189,81   | 9.       | 180,96   | 11.      | 180,96        | 12.           |
| Rachel Fox-Crosbee       | Női kajak egyes   | 190,24   | 8.       | 193,94   | 15.      | 190,24        | 18.           |
| Lynn Simpson             | Női kajak egyes   | 337,07   | 26.      | 211,71   | 19.      | 211,71        | 23.           |

## Kerékpározás

### Hegyi-kerékpározás
| Versenyző          | Versenyszám        | Idő                | Helyezés      |
| ------------------ | ------------------ | ------------------ | ------------- |
| Gary Foord         | Férfi terepverseny | 2:29:10 (+0:11:32) | 12.           |
| David Baker        | Férfi terepverseny | 2:32:30 (+0:14:52) | 15.           |
| Deb Murrell        | Női terepverseny   | 2:04:44 (+0:13:53) | 22.           |
| Caroline Alexander | Női terepverseny   | nem ért célba      | nem ért célba |

### Országúti kerékpározás
Férfi
| Versenyző       | Versenyszám   | Idő                | Helyezés      |
| --------------- | ------------- | ------------------ | ------------- |
| Max Sciandri    | Mezőnyverseny | 4:53:58 (+0:02)    |               |
| Malcolm Elliott | Mezőnyverseny | 4:56:49 (+2:53)    | 79.           |
| John Tanner     | Mezőnyverseny | 4:56:53 (+2:57)    | 99.           |
| Brian Smith     | Mezőnyverseny | nem ért célba      | nem ért célba |
| Chris Boardman  | Időfutam      | 1:04:36 (+0:00:31) |               |

Női
| Versenyző          | Versenyszám   | Idő                | Helyezés |
| ------------------ | ------------- | ------------------ | -------- |
| Marie Purvis       | Mezőnyverseny | 2:37:06 (+0:53)    | 11.      |
| Caroline Alexander | Mezőnyverseny | 2:53:47 (+17:34)   | 43.      |
| Sarah Phillips     | Mezőnyverseny | 2:37:06 (+0:53)    | 19.      |
| Sarah Phillips     | Időfutam      | 0:41:16 (+0:04:36) | 21.      |
| Yvonne McGregor    | Időfutam      | 0:39:09 (+0:02:29) | 14.      |

### Pálya-kerékpározás
Üldözőversenyek
| Versenyző                                            | Versenyszám  | Selejtező | Selejtező | Negyeddöntő                  | Negyeddöntő | Elődöntő                            | Elődöntő  | Döntő        | Döntő     | Helyezés |
| Versenyző                                            | Versenyszám  | Idő       | Hely.     | Ellenfél Idő                 | Saját idő   | Ellenfél Idő                        | Saját idő | Ellenfél Idő | Saját idő | Helyezés |
| ---------------------------------------------------- | ------------ | --------- | --------- | ---------------------------- | ----------- | ----------------------------------- | --------- | ------------ | --------- | -------- |
| Graeme Obree                                         | Férfi egyéni | 4:34,297  | 11.       | kiesett                      | kiesett     | kiesett                             | kiesett   | kiesett      | kiesett   | 11.      |
| Yvonne McGregor                                      | Női egyéni   | 3:39,545  | 3.        | Sarah Ulmer (NZL) · 3:45,761 | 3:41,287    | Antonella Bellutti (ITA) · 3:34,404 | 3:40,885  | kiesett      | kiesett   | 4.       |
| Rob Hayles Matt Illingworth Bryan Steel Chris Newton | Férfi csapat | 4:15,510  | 10.       | kiesett                      | kiesett     | kiesett                             | kiesett   | kiesett      | kiesett   | 10.      |

Időfutam
| Név           | Versenyszám  | Idő      | Helyezés |
| ------------- | ------------ | -------- | -------- |
| Shaun Wallace | Férfi egyéni | 1:06,456 | 16.      |

Pontversenyek
| Név            | Versenyszám     | Pont | Körhátrány | Helyezés |
| -------------- | --------------- | ---- | ---------- | -------- |
| Maria Lawrence | Női pontverseny | 1    | 0          | 14.      |

## Lovaglás
Díjlovaglás
| Versenyző                                                         | Ló           | Versenyszám | 1. kör | 1. kör | 2. kör  | 2. kör  | 3. kör  | 3. kör  | Végeredmény | Végeredmény |
| Versenyző                                                         | Ló           | Versenyszám | Pont   | Hely.  | Pont    | Hely.   | Pont    | Hely.   | Pont        | Helyezés    |
| ----------------------------------------------------------------- | ------------ | ----------- | ------ | ------ | ------- | ------- | ------- | ------- | ----------- | ----------- |
| Richard Davison                                                   | Askari       | Egyéni      | 66,72  | 17.    | 64,98   | 22.     | kiesett | kiesett | 131,7       | 21.         |
| Joanna Jackson                                                    | Mester Mouse | Egyéni      | 63,08  | 36.    | kiesett | kiesett | kiesett | kiesett | kiesett     | kiesett     |
| Vicky Thompson                                                    | Enfant       | Egyéni      | 60,64  | 39.    | kiesett | kiesett | kiesett | kiesett | kiesett     | kiesett     |
| Jane Bredin-Gregory                                               | Cupido       | Egyéni      | 58,72  | 42.    | kiesett | kiesett | kiesett | kiesett | kiesett     | kiesett     |
| Richard Davison Joanna Jackson Vicky Thompson Jane Bredin-Gregory | lásd fentebb | Csapat      |        |        |         |         |         |         | 4761        | 8.          |

Díjugratás
| Versenyző                                                    | Ló           | Versenyszám | Selejtező | Selejtező | Selejtező | Selejtező | Selejtező | Selejtező | Selejtező | Selejtező | Döntő   | Döntő   | Döntő  | Döntő  | Végeredmény | Végeredmény |
| Versenyző                                                    | Ló           | Versenyszám | 1. kör    | 1. kör    | 2. kör    | 2. kör    | 2. kör    | 3. kör    | 3. kör    | 3. kör    | 1. kör  | 1. kör  | 2. kör | 2. kör | Végeredmény | Végeredmény |
| Versenyző                                                    | Ló           | Versenyszám | Bünt.     | Hely.     | Bünt.     | Össz.     | Hely.     | Bünt.     | Össz.     | Hely.     | Bünt.   | Hely.   | Bünt.  | Hely.  | Bünt.       | Helyezés    |
| ------------------------------------------------------------ | ------------ | ----------- | --------- | --------- | --------- | --------- | --------- | --------- | --------- | --------- | ------- | ------- | ------ | ------ | ----------- | ----------- |
| Geoff Billington                                             | It's Otto    | Egyéni      | 0,25      | 8.        | 12,00     | 12,25     | 29.       | 0,00      | 12,25     | 12.       | 4,00    | 6.**    |        |        | 4,00        | 6.**        |
| John Whitaker                                                | Welham       | Egyéni      | 4,00      | 14.       | 4,00      | 8,00      | 9.        | 14,50     | 22,50     | 38.       | 4,25    | 9.*     |        |        | 4,25        | 9.*         |
| Nick Skelton                                                 | Showtime     | Egyéni      | 12,00     | 58.       | 8,00      | 20,00     | 45.       | 4,00      | 24,00     | 40.       | 16,25   | 23.     |        |        | 16,25       | 23.         |
| Michael Whitaker                                             | Two Step     | Egyéni      | 22,25     | 73.       | 16,00     | 38,25     | 68.       | 12,00     | 50,25     | 63.       | kiesett | kiesett |        |        | kiesett     | kiesett     |
| Geoff Billington Nick Skelton John Whitaker Michael Whitaker | lásd fentebb | Csapat      |           |           |           |           |           |           |           |           | 24,00   | 11.     | 16,00  | 7.     | 40,00       | 11.*        |

* - egy másik csapattal azonos eredményt ért el

** - hat másik versenyzővel azonos eredményt ért el, szétugrásban az 1. helyen végzett, így ezüstérmes lett
Lovastusa
| Versenyző                                                     | Ló                                                   | Versenyszám | Díjlovaglás | Díjlovaglás | Tereplovaglás | Tereplovaglás | Tereplovaglás | Díjugratás | Díjugratás | Végeredmény   | Végeredmény   |
| Versenyző                                                     | Ló                                                   | Versenyszám | Bünt.       | Hely.       | Bünt.         | Össz.         | Hely.         | Bünt.      | Hely.      | Bünt.         | Helyezés      |
| ------------------------------------------------------------- | ---------------------------------------------------- | ----------- | ----------- | ----------- | ------------- | ------------- | ------------- | ---------- | ---------- | ------------- | ------------- |
| Chris Hunnable                                                | Mr. Bootsie                                          | Egyéni      | 49,40       | 12.         | 32,00         | 81,40         | 9.            | 30,00      | 17.        | 111,40        | 10.           |
| Mary Thomson-King                                             | King William                                         | Egyéni      | 31,60       | 1.          | 46,40         | 78,00         | 7.            | 40,00      | 19.        | 118,00        | 12.           |
| Charlotte Bathe                                               | The Cool Customer                                    | Egyéni      | 49,80       | 13.         | 28,80         | 78,60         | 8.            | nem indult | nem indult | nem ért célba | nem ért célba |
| Karen Straker-Dixon Gary Parsonage William Fox-Pitt Ian Stark | Too Smart Magic Rogue Cosmopolitan II Stanwick Ghost | Csapat      | 127,80      | 2.          | 143,20        | 298,40        | 6.            | 14,50      | 2.         | 312,90        | 5.            |

## Műugrás
Férfi
| Versenyző     | Versenyszám        | Selejtező | Selejtező | Elődöntő | Elődöntő | Döntő   | Döntő    |
| Versenyző     | Versenyszám        | Pont      | Helyezés  | Pont     | Helyezés | Pont    | Helyezés |
| ------------- | ------------------ | --------- | --------- | -------- | -------- | ------- | -------- |
| Tony Ali-Ally | Egyéni műugrás     | 345,33    | 18.       | 548,79   | 18.      | kiesett | kiesett  |
| Bob Morgan    | Egyéni műugrás     | 318,69    | 24.       | kiesett  | kiesett  | kiesett | kiesett  |
| Bob Morgan    | Egyéni toronyugrás | 343,20    | 17.       | 519,84   | 13.      | kiesett | kiesett  |
| Leon Taylor   | Egyéni toronyugrás | 341,70    | 18.       | 483,57   | 18.      | kiesett | kiesett  |

Női
| Versenyző    | Versenyszám        | Selejtező | Selejtező | Elődöntő | Elődöntő | Döntő   | Döntő    |
| Versenyző    | Versenyszám        | Pont      | Helyezés  | Pont     | Helyezés | Pont    | Helyezés |
| ------------ | ------------------ | --------- | --------- | -------- | -------- | ------- | -------- |
| Hayley Allen | Egyéni toronyugrás | 251,73    | 14.       | 410,16   | 12.      | 418,11  | 9.       |
| Lesley Ward  | Egyéni toronyugrás | 244,98    | 17.       | 395,97   | 18.      | kiesett | kiesett  |

## Ökölvívás
| Versenyző    | Versenyszám | Selejtező               | Nyolcaddöntő           | Negyeddöntő       | Elődöntő          | Döntő             | Helyezés |
| Versenyző    | Versenyszám | Ellenfél Eredmény       | Ellenfél Eredmény      | Ellenfél Eredmény | Ellenfél Eredmény | Ellenfél Eredmény | Helyezés |
| ------------ | ----------- | ----------------------- | ---------------------- | ----------------- | ----------------- | ----------------- | -------- |
| David Burke  | Pehelysúly  | Falk Huste (GER) · 9–13 | kiesett                | kiesett           | kiesett           | kiesett           | 17.      |
| Fola Okesola | Nehézsúly   | erőnyerő                | Nate Jones (USA) · RSC | kiesett           | kiesett           | kiesett           | 9.       |

RSC - a mérkőzésvezető megállította a mérkőzést

## Öttusa
| Versenyző      | Lövészet | Lövészet | Lövészet | Úszás   | Úszás | Úszás | Vívás    | Vívás | Vívás | Lovaglás | Lovaglás | Lovaglás | Lovaglás | Futás     | Futás | Futás | Összesen    | Összesen |
| Versenyző      | Pontszám | Pont     | Hely.    | Idő     | Pont  | Hely. | Eredmény | Pont  | Hely. | Idő      | Hibapont | Pont     | Hely.    | Idő       | Pont  | Hely. | Összes pont | Helyezés |
| -------------- | -------- | -------- | -------- | ------- | ----- | ----- | -------- | ----- | ----- | -------- | -------- | -------- | -------- | --------- | ----- | ----- | ----------- | -------- |
| Richard Phelps | 166      | 928      | 31.      | 3:19,42 | 1280  | 10.   | 14–17    | 760   | 23.   | 1:11,41  | 0        | 1100     | 2.       | 13:13,637 | 1186  | 18.   | 5254        | 18.      |

## Röplabda

### Strandröplabda

#### Női
| Versenyző                   | 1. forduló        | 2. forduló                                               | 3. forduló        | 4. forduló        | Reményág          | Reményág                                                            | Reményág                                                | Reményág          | Reményág          | Elődöntő          | Döntő             | Helyezés |
| Versenyző                   | 1. forduló        | 2. forduló                                               | 3. forduló        | 4. forduló        | 1. forduló        | 2. forduló                                                          | 3. forduló                                              | 4. forduló        | 5. forduló        | Elődöntő          | Döntő             | Helyezés |
| Versenyző                   | Ellenfél Eredmény | Ellenfél Eredmény                                        | Ellenfél Eredmény | Ellenfél Eredmény | Ellenfél Eredmény | Ellenfél Eredmény                                                   | Ellenfél Eredmény                                       | Ellenfél Eredmény | Ellenfél Eredmény | Ellenfél Eredmény | Ellenfél Eredmény | Helyezés |
| --------------------------- | ----------------- | -------------------------------------------------------- | ----------------- | ----------------- | ----------------- | ------------------------------------------------------------------- | ------------------------------------------------------- | ----------------- | ----------------- | ----------------- | ----------------- | -------- |
| Audrey Cooper Amanda Glover | erőnyerő          | Ausztrália (AUS) · Natalie Cook · Kerri Pottharst · 4–15 |                   |                   |                   | Hollandia (NED) · Debora Schoon-Kadijk · Lisette van de Ven · 15–12 | Ausztrália (AUS) · Liane Fenwick · Anita Spring · 12–15 | kiesett           | kiesett           | kiesett           | kiesett           | 9.       |

## Sportlövészet
Férfi
| Versenyző      | Versenyszám       | Selejtező | Selejtező | Döntő   | Döntő    |
| Versenyző      | Versenyszám       | Pont      | Helyezés  | Pont    | Helyezés |
| -------------- | ----------------- | --------- | --------- | ------- | -------- |
| Jonathan Stern | Sportpuska, fekvő | 587       | 48.       | kiesett | kiesett  |
| Peter Boden    | Trap              | 121       | 9.***     | kiesett | kiesett  |
| Kevin Gill     | Trap              | 117       | 37.****   | kiesett | kiesett  |
| Kevin Gill     | Dupla trap        | 125       | 27.**     | kiesett | kiesett  |
| Richard Faulds | Dupla trap        | 139       | 4.*       | 180     | 5.       |

Női
| Versenyző           | Versenyszám   | Selejtező | Selejtező | Döntő   | Döntő    |
| Versenyző           | Versenyszám   | Pont      | Helyezés  | Pont    | Helyezés |
| ------------------- | ------------- | --------- | --------- | ------- | -------- |
| Carol Bartlett-Page | Légpisztoly   | 376       | 23.***    | kiesett | kiesett  |
| Carol Bartlett-Page | Sportpisztoly | 567       | 30.**     | kiesett | kiesett  |

* - egy másik versenyzővel azonos eredményt ért el

** - két másik versenyzővel azonos eredményt ért el

*** - három másik versenyzővel azonos eredményt ért el

***** - öt másik versenyzővel azonos eredményt ért el

## Súlyemelés
| Versenyző      | Versenyszám | Szakítás | Szakítás | Lökés    | Lökés    | Összesen | Helyezés |
| Versenyző      | Versenyszám | Eredmény | Helyezés | Eredmény | Helyezés | Összesen | Helyezés |
| -------------- | ----------- | -------- | -------- | -------- | -------- | -------- | -------- |
| Anthony Arthur | 83 kg       | 147,5    | 14.      | 180,0    | 11.*     | 327,5    | 12.      |

* - másik versenyzővel azonos eredményt ért el

## Tenisz
Férfi
| Versenyző             | Versenyszám | 64-es főtábla                      | 32-es főtábla                                           | Nyolcaddöntő                                                 | Negyeddöntő                                             | Elődöntő                                                                  | Bronz- mérkőzés   | Döntő                                                               | Helyezés |
| Versenyző             | Versenyszám | Ellenfél Eredmény                  | Ellenfél Eredmény                                       | Ellenfél Eredmény                                            | Ellenfél Eredmény                                       | Ellenfél Eredmény                                                         | Ellenfél Eredmény | Ellenfél Eredmény                                                   | Helyezés |
| --------------------- | ----------- | ---------------------------------- | ------------------------------------------------------- | ------------------------------------------------------------ | ------------------------------------------------------- | ------------------------------------------------------------------------- | ----------------- | ------------------------------------------------------------------- | -------- |
| Greg Rusedski         | Egyes       | Javier Frana (ARG) · 4–6, 7–5, 6–3 | Magnus Gustafsson (SWE) · 6–7, 7–6, 6–3                 | Sergi Bruguera (ESP) · 6–7, 3–6                              | kiesett                                                 | kiesett                                                                   | kiesett           | kiesett                                                             | 9.       |
| Tim Henman            | Egyes       | Macuoka Súzó (JPN) · 7–6, 6–3      | Todd Woodbridge (AUS) · 6–7, 6–7                        | kiesett                                                      | kiesett                                                 | kiesett                                                                   | kiesett           | kiesett                                                             | 17.      |
| Neil Broad Tim Henman | Páros       |                                    | Szlovákia (SVK) · Ján Krošlák · Karol Kučera · 6–3, 6–3 | Kanada (CAN) · Grant Connell · Daniel Nestor · 7–6, 4–6, 6–4 | Csehország (CZE) · Jiří Novák · Daniel Vacek · 7–6, 6–4 | Németország (GER) · Marc-Kevin Goellner · David Prinosil · 4–6, 6–3, 10–8 |                   | Ausztrália (AUS) · Todd Woodbridge · Mark Woodforde · 4–6, 4–6, 2–6 |          |

Női
| Versenyző             | Versenyszám | 64-es főtábla                       | 32-es főtábla                                                         | Nyolcaddöntő                                                                  | Negyeddöntő                                                             | Elődöntő          | Bronz- mérkőzés   | Döntő             | Helyezés |
| Versenyző             | Versenyszám | Ellenfél Eredmény                   | Ellenfél Eredmény                                                     | Ellenfél Eredmény                                                             | Ellenfél Eredmény                                                       | Ellenfél Eredmény | Ellenfél Eredmény | Ellenfél Eredmény | Helyezés |
| --------------------- | ----------- | ----------------------------------- | --------------------------------------------------------------------- | ----------------------------------------------------------------------------- | ----------------------------------------------------------------------- | ----------------- | ----------------- | ----------------- | -------- |
| Clare Wood            | Egyes       | Silvia Farina Elia (ITA) · 2–6, 2–6 | kiesett                                                               | kiesett                                                                       | kiesett                                                                 | kiesett           | kiesett           | kiesett           | 33.      |
| Valda Lake Clare Wood | Páros       |                                     | Bulgária (BUL) · Katerina Maleeva · Magdalena Maleeva · 3–6, 7–6, 6–3 | Dél-afrikai Köztársaság (RSA) · Amanda Coetzer · Mariaan de Swardt · 7–5, 7–5 | Egyesült Államok (USA) · Gigi Fernández · Mary Joe Fernández · 2–6, 1–6 | kiesett           | kiesett           | kiesett           | 5.       |

## Tollaslabda
| Versenyző                          | Versenyszám  | Selejtező                                           | 32-es főtábla                                                            | Nyolcaddöntő                                                                         | Negyeddöntő                                                 | Elődöntő          | Döntő             | Helyezés |
| Versenyző                          | Versenyszám  | Ellenfél Eredmény                                   | Ellenfél Eredmény                                                        | Ellenfél Eredmény                                                                    | Ellenfél Eredmény                                           | Ellenfél Eredmény | Ellenfél Eredmény | Helyezés |
| ---------------------------------- | ------------ | --------------------------------------------------- | ------------------------------------------------------------------------ | ------------------------------------------------------------------------------------ | ----------------------------------------------------------- | ----------------- | ----------------- | -------- |
| Peter Knowles                      | Férfi egyes  | Kevin Han (USA) · 2–15, 15–10, 15–7                 | Jens Olsson (SWE) · 11–15, 9–15                                          | kiesett                                                                              | kiesett                                                     | kiesett           | kiesett           | 17.      |
| Darren Hall                        | Férfi egyes  | Ron Michels (NED) · 15–4, 15–4                      | I Gvangdzsin (Lee Gwang-jin) (KOR) · 7–15, 11–15                         | kiesett                                                                              | kiesett                                                     | kiesett           | kiesett           | 17.      |
| Julian Robertson                   | Férfi egyes  | Hannes Fuchs (AUT) · 2–15, 6–15                     | kiesett                                                                  | kiesett                                                                              | kiesett                                                     | kiesett           | kiesett           | 33.      |
| Chris Hunt Simon Archer            | Férfi páros  |                                                     | Hongkong (HKG) · Chan Siu Kwong · He Thim · 15–11, 15–12                 | Thaiföld (THA) · Pramote Teerawiwatana · Sakrapee Thongsari · 18–14, 15–11           | Malajzia (MAS) · Soo Beng Kiang · Tan Kim Her · 5–15, 12–15 | kiesett           | kiesett           | 5.       |
| Julian Robertson Nick Ponting      | Férfi páros  |                                                     | Oroszország (RUS) · Andrej Antropov · Nyikolaj Zujev · 13–18, 15–7, 4–15 | kiesett                                                                              | kiesett                                                     | kiesett           | kiesett           | 17.      |
| Darren Hall Peter Knowles          | Férfi páros  |                                                     | Kína (CHN) · Ge Cheng · Tao Xiaoqiang · 2–15, 3–15                       | kiesett                                                                              | kiesett                                                     | kiesett           | kiesett           | 17.      |
| Kelly Morgan                       | Női egyes    | Song Yang (AUS) · 11–1, 11–5                        | Zarinah Abdullah (SIN) · 12–9, 0–11, 11–3                                | Mia Audina (INA) · 2–11, 11–4, 9–12                                                  | kiesett                                                     | kiesett           | kiesett           | 9.       |
| Joanne Muggeridge                  | Női egyes    | Jelena Ribkina (RUS) · 6–11, 11–12                  | kiesett                                                                  | kiesett                                                                              | kiesett                                                     | kiesett           | kiesett           | 33.      |
| Anne Gibson                        | Női egyes    | Varalaksimi Pandimukkala Venkata (IND) · 6–11, 6–11 | kiesett                                                                  | kiesett                                                                              | kiesett                                                     | kiesett           | kiesett           | 33.      |
| Joanne Wright-Goode Julie Bradbury | Női páros    |                                                     |                                                                          | Dánia (DEN) · Ann Jørgensen · Lotte Olsen · 4–15, 5–15                               | kiesett                                                     | kiesett           | kiesett           | 9.       |
| Joanne Muggeridge Kelly Morgan     | Női páros    |                                                     | Hollandia (NED) · Eline Coene · Erica van den Heuvel · 10–15, 5–15       | kiesett                                                                              | kiesett                                                     | kiesett           | kiesett           | 17.      |
| Joanne Wright-Goode Nick Ponting   | Vegyes páros |                                                     | Németország (GER) · Karen Stechmann · Michael Keck · 15–10, 18–14        | Dél-Korea (KOR) · Kil Jonga (Gir Yeong-a) · Kim Dongmun (Kim Dong-mun) · 13–18, 1–15 | kiesett                                                     | kiesett           | kiesett           | 9.       |
| Joanne Muggeridge Chris Hunt       | Vegyes páros |                                                     | Svédország (SWE) · Catrine Bengtsson · Peter Axelsson · 5–15, 8–15       | kiesett                                                                              | kiesett                                                     | kiesett           | kiesett           | 17.      |
| Julie Bradbury Simon Archer        | Vegyes páros |                                                     |                                                                          | Indonézia (INA) · Rosalina Riseu · Flandy Limpele · 5–15, 6–15                       | kiesett                                                     | kiesett           | kiesett           | 9.       |

## Torna
Férfi
| Versenyző       | Versenyszám      | Selejtező | Selejtező | Döntő    | Döntő    |
| Versenyző       | Versenyszám      | Pontszám  | Helyezés  | Pontszám | Helyezés |
| --------------- | ---------------- | --------- | --------- | -------- | -------- |
| Lee McDermott   | Talaj            | 18,400    | 72.**     | kiesett  | kiesett  |
| Lee McDermott   | Ugrás            | 18,575    | 76.****   | kiesett  | kiesett  |
| Lee McDermott   | Korlát           | 18,375    | 64.***    | kiesett  | kiesett  |
| Lee McDermott   | Nyújtó           | 18,600    | 57.**     | kiesett  | kiesett  |
| Lee McDermott   | Gyűrű            | 18,725    | 52.*      | kiesett  | kiesett  |
| Lee McDermott   | Lólengés         | 16,625    | 89.       | kiesett  | kiesett  |
| Lee McDermott   | Egyéni összetett | 109,300   | 55.       | kiesett  | kiesett  |
| Dominic Brindle | Talaj            | 17,800    | 85.       | kiesett  | kiesett  |
| Dominic Brindle | Ugrás            | 18,450    | 82.       | kiesett  | kiesett  |
| Dominic Brindle | Korlát           | 18,100    | 77.       | kiesett  | kiesett  |
| Dominic Brindle | Nyújtó           | 18,725    | 51.*      | kiesett  | kiesett  |
| Dominic Brindle | Gyűrű            | 18,050    | 84.       | kiesett  | kiesett  |
| Dominic Brindle | Lólengés         | 16,750    | 88.       | kiesett  | kiesett  |
| Dominic Brindle | Egyéni összetett | 107,875   | 59.       | kiesett  | kiesett  |

Női
| Versenyző      | Versenyszám      | Selejtező | Selejtező | Döntő    | Döntő    |
| Versenyző      | Versenyszám      | Pontszám  | Helyezés  | Pontszám | Helyezés |
| -------------- | ---------------- | --------- | --------- | -------- | -------- |
| Annika Reeder  | Talaj            | 18,462    | 77.*      | kiesett  | kiesett  |
| Annika Reeder  | Ugrás            | 18,662    | 66.*      | kiesett  | kiesett  |
| Annika Reeder  | Felemás korlát   | 18,030    | 83.       | kiesett  | kiesett  |
| Annika Reeder  | Gerenda          | 17,625    | 73.       | kiesett  | kiesett  |
| Annika Reeder  | Egyéni összetett | 72,779    | 64.       | kiesett  | kiesett  |
| Sonia Lawrence | Talaj            | 17,712    | 89.       | kiesett  | kiesett  |
| Sonia Lawrence | Ugrás            | 18,487    | 78.       | kiesett  | kiesett  |
| Sonia Lawrence | Felemás korlát   | 18,287    | 75.       | kiesett  | kiesett  |
| Sonia Lawrence | Gerenda          | 15,412    | 91.       | kiesett  | kiesett  |
| Sonia Lawrence | Egyéni összetett | 69,898    | 71.       | kiesett  | kiesett  |

* - egy másik versenyzővel azonos eredményt ért el

** - két másik versenyzővel azonos eredményt ért el

*** - három másik versenyzővel azonos eredményt ért el

**** - négy másik versenyzővel azonos eredményt ért el

## Úszás
Férfi
| Versenyző                                             | Versenyszám            | Előfutam | Előfutam | Előfutam | Döntő   | Döntő    | Döntő   | Helyezés |
| Versenyző                                             | Versenyszám            | Idő      | Hely.    | Össz.    | Típus   | Idő      | Hely.   | Helyezés |
| ----------------------------------------------------- | ---------------------- | -------- | -------- | -------- | ------- | -------- | ------- | -------- |
| Mark Foster                                           | 50 m gyors             | 22,73    | 4.       | 10.      | B       | 23,01    | 8.      | 16.      |
| Nick Shackell                                         | 100 m gyors            | 51,03    | 8.       | 28.      | kiesett | kiesett  | kiesett | kiesett  |
| Andrew Clayton                                        | 200 m gyors            | 1:51,06  | 6.       | 18.      | B       | 1:50,59  | 7.      | 15.      |
| Paul Palmer                                           | 200 m gyors            | 1:49,05  | 3.*      | 8.**     | A       | 1:49,39  | 8.      | 8.       |
| Paul Palmer                                           | 400 m gyors            | 3:51,98  | 2.       | 6.       | A       | 3:49,00  | 2.      |          |
| Paul Palmer                                           | 1500 m gyors           | 15:22,65 | 3.       | 10.      | kiesett | kiesett  | kiesett | kiesett  |
| Graeme Smith                                          | 1500 m gyors           | 15:14,81 | 1.       | 2.       | A       | 15:02,48 | 3.      |          |
| Nick Shackell Alan Rapley Mark Stevens Mike Fibbens   | 4 × 100 m gyorsváltó   | 3:21,34  | 3.       | 8.       | A       | 3:21,52  | 8.      | 8.       |
| Paul Palmer Andrew Clayton Mark Stevens James Salter  | 4 × 200 m gyorsváltó   | 7:21,92  | 1.       | 3.       | A       | 7:18,74  | 5.      | 5.       |
| Neil Willey                                           | 100 m hát              | 56,27    | 5.       | 15.      | B       | 56,07    | 2.      | 10.      |
| Martin Harris                                         | 100 m hát              | 57,17    | 6.       | 26.*     | kiesett | kiesett  | kiesett | kiesett  |
| Martin Harris                                         | 200 m hát              | 2:07,75  | 6.       | 32.      | kiesett | kiesett  | kiesett | kiesett  |
| Adam Ruckwood                                         | 200 m hát              | 2:01,35  | 4.       | 10.      | B       | 2:02,40  | 5.      | 13.      |
| Richard Maden                                         | 100 m mell             | 1:02,78  | 5.       | 16.      | B       | 1:02,51  | 3.      | 11.      |
| Nick Gillingham                                       | 200 m mell             | 2:14,96  | 2.       | 5.       | A       | 2:14,37  | 4.      | 4.       |
| James Hickman                                         | 100 m pillangó         | 53,73    | 5.       | 11.      | B       | 53,23    | 1.*     |          |
| James Hickman                                         | 200 m pillangó         | 1:58,16  | 1.       | 3.       | A       | 1:58,47  | 7.      | 7.       |
| James Hickman Richard Maden Nick Shackell Neil Willey | 4 × 100 m vegyes váltó | kizárták | kizárták | kizárták | kiesett | kiesett  | kiesett | kiesett  |

Női
| Versenyző                                                 | Versenyszám            | Előfutam | Előfutam | Előfutam | Döntő   | Döntő   | Döntő   | Helyezés |
| Versenyző                                                 | Versenyszám            | Idő      | Hely.    | Össz.    | Típus   | Idő     | Hely.   | Helyezés |
| --------------------------------------------------------- | ---------------------- | -------- | -------- | -------- | ------- | ------- | ------- | -------- |
| Sue Rolph                                                 | 200 m vegyes           | 2:18,81  | 6.       | 21.      | kiesett | kiesett | kiesett | kiesett  |
| Sue Rolph                                                 | 50 m gyors             | 26,39    | 6.       | 22.*     | kiesett | kiesett | kiesett | kiesett  |
| Sue Rolph                                                 | 100 m gyors            | 56,62    | 4.       | 16.      | B       | 56,58   | 8.      | 16.      |
| Karen Pickering                                           | 100 m gyors            | 56,40    | 5.       | 14.      | B       | 56,32   | 6.      | 14.      |
| Karen Pickering                                           | 200 m gyors            | 2:01,46  | 4.       | 12.      | B       | 2:02,58 | 5.      | 13.      |
| Sarah Hardcastle                                          | 400 m gyors            | 4:14,50  | 5.       | 11.      | B       | 4:14,13 | 1.      | 9.       |
| Sarah Hardcastle                                          | 800 m gyors            | 8:37,54  | 1.       | 4.       | A       | 8:41,75 | 8.      | 8.       |
| Sarah Hardcastle                                          | 400 m vegyes           | 4:54,64  | 7.       | 19.      | kiesett | kiesett | kiesett | kiesett  |
| Karen Pickering Sue Rolph Alison Sheppard Carrie Willmott | 4 × 100 m gyorsváltó   | 3:48,26  | 3.       | 9.       | kiesett | kiesett | kiesett | kiesett  |
| Janine Belton Vicky Horner Claire Huddart Karen Pickering | 4 × 200 m gyorsváltó   | 8:14,92  | 4.       | 10.      | kiesett | kiesett | kiesett | kiesett  |
| Helen Slatter                                             | 100 m hát              | 1:03,89  | 7.       | 17.      | B       | 1:03,61 | 5.      | 13.      |
| Joanne Deakins                                            | 200 m hát              | 2:15,12  | 6.       | 14.      | B       | 2:14,50 | 4.      | 12.      |
| Jaime King                                                | 100 m mell             | 1:10,83  | 6.       | 17.      | kiesett | kiesett | kiesett | kiesett  |
| Marie Hardiman                                            | 200 m mell             | 2:31,12  | 6.       | 12.      | B       | 2:31,39 | 6.      | 14.      |
| Caroline Foot                                             | 100 m pillangó         | 1:03,04  | 8.       | 27.      | kiesett | kiesett | kiesett | kiesett  |
| Caroline Foot Jaime King Karen Pickering Helen Slatter    | 4 × 100 m vegyes váltó | 4:13,75  | 4.       | 13.      | kiesett | kiesett | kiesett | kiesett  |

* - egy másik versenyzővel azonos eredményt ért el

** - egy másik versenyzővel azonos eredményt ért el, szétúszásban 1. lett és továbbjutott.

## Vitorlázás
Férfi
| Versenyző                | Versenyszám     | Futam | Futam    | Futam | Futam | Futam | Futam | Futam | Futam | Futam | Futam | Futam | Pontszám | Helyezés |
| Versenyző                | Versenyszám     | 1     | 2        | 3     | 4     | 5     | 6     | 7     | 8     | 9     | 10    | 11    | Pontszám | Helyezés |
| ------------------------ | --------------- | ----- | -------- | ----- | ----- | ----- | ----- | ----- | ----- | ----- | ----- | ----- | -------- | -------- |
| Howard Plumb             | Szörfvitorlázás | (35)  | (47 PMS) | 24    | 12    | 25    | 11    | 22    | 21    | 32    |       |       | 147,0    | 24.      |
| Richard Stenhouse        | Finn dingi      | 18    | 14       | 8     | (21)  | 8     | 12    | (20)  | 4     | 8     | 11    |       | 83,0     | 12.      |
| John Merricks Ian Walker | 470-es osztály  | 15    | 1        | 4     | (27)  | (37)  | 4     | 2     | 6     | 15    | 2     | 11    | 60,0     |          |

Női
| Versenyző                   | Versenyszám     | Futam | Futam | Futam | Futam | Futam | Futam | Futam | Futam | Futam    | Futam | Futam | Pontszám | Helyezés |
| Versenyző                   | Versenyszám     | 1     | 2     | 3     | 4     | 5     | 6     | 7     | 8     | 9        | 10    | 11    | Pontszám | Helyezés |
| --------------------------- | --------------- | ----- | ----- | ----- | ----- | ----- | ----- | ----- | ----- | -------- | ----- | ----- | -------- | -------- |
| Penny Way-Wilson            | Szörfvitorlázás | 5     | 5**   | 14    | 5     | 5     | 6     | 4     | (20)  | (28 PMS) |       |       | 44,0     | 7.       |
| Shirley Robertson           | Europe          | 3     | 7     | (18)  | 1     | 6     | 3     | (22)  | 2     | 4        | 12    | 3     | 41,0     | 4.       |
| Bethan Raggatt Sue Hay-Carr | 470-es osztály  | 5     | 12    | 10    | 3     | 9     | (15)  | 11    | (18)  | 12       | 12    | 15    | 89,0     | 11.      |

Nyílt
| Versenyző                   | Versenyszám | Futam | Futam | Futam | Futam | Futam | Futam | Futam | Futam | Futam | Futam | Futam | Pontszám | Helyezés |
| Versenyző                   | Versenyszám | 1     | 2     | 3     | 4     | 5     | 6     | 7     | 8     | 9     | 10    | 11    | Pontszám | Helyezés |
| --------------------------- | ----------- | ----- | ----- | ----- | ----- | ----- | ----- | ----- | ----- | ----- | ----- | ----- | -------- | -------- |
| Ben Ainslie                 | Laser       | (28)  | 4     | 7     | 2     | 2     | 1     | 2     | 1     | 16    | 2     | (57*) | 37,0     |          |
| Glyn Charles George Skuodas | Csillaghajó | 14    | 14    | 10    | (17)  | 4     | 7     | 7     | 3     | (16)  | 9     |       | 68,0     | 11.      |
| David Williams Ian Rhodes   | Tornádó     | 5     | 7     | 12    | 10    | 13    | (20)  | 8     | (14)  | 6     | 12    | 14    | 87,0     | 13.      |

* - kizárták

* - bírók által adott pontszám
| Versenyző                                 | Versenyszám | Futam | Futam | Futam | Futam | Futam | Futam | Futam | Futam | Futam | Futam | Futam | Futam | Negyeddöntő                                                                  | Elődöntő                                                               | Döntő                                                                                    | Helyezés |
| Versenyző                                 | Versenyszám | 1     | 2     | 3     | 4     | 5     | 6     | 7     | 8     | 9     | 10    | Pont  | Hely. | Ellenfél Eredmény                                                            | Ellenfél Eredmény                                                      | Ellenfél Eredmény                                                                        | Helyezés |
| ----------------------------------------- | ----------- | ----- | ----- | ----- | ----- | ----- | ----- | ----- | ----- | ----- | ----- | ----- | ----- | ---------------------------------------------------------------------------- | ---------------------------------------------------------------------- | ---------------------------------------------------------------------------------------- | -------- |
| Andy Beadsworth Barry Parkin Adrian Stead | Soling      | 11    | (23)  | 6     | (17)  | 9     | 13    | 10    | 7     | 3     | 10    | 69    | 4.    | Dánia (DEN) · Stig Westergaard · Jan Eli Andersen · Jens Bojsen-Møller · 3–2 | Németország (GER) · Jochen Schümann · Thomas Flach · Bernd Jäkel · 0–3 | Bronzmérkőzés · Egyesült Államok (USA) · Jeff Madrigali · Jim Barton · Kent Massey · 1–3 | 4.       |

## Vívás
Férfi
| Versenyző      | Versenyszám  | Selejtező                    | 32-es főtábla                 | Nyolcaddöntő      | Negyeddöntő       | Elődöntő          | Bronz- mérkőzés   | Döntő             | Helyezés |
| Versenyző      | Versenyszám  | Ellenfél Eredmény            | Ellenfél Eredmény             | Ellenfél Eredmény | Ellenfél Eredmény | Ellenfél Eredmény | Ellenfél Eredmény | Ellenfél Eredmény | Helyezés |
| -------------- | ------------ | ---------------------------- | ----------------------------- | ----------------- | ----------------- | ----------------- | ----------------- | ----------------- | -------- |
| James Williams | Kard, egyéni | Peter Westbrook (USA) · 15–8 | Szergej Sarikov (RUS) · 11–15 | kiesett           | kiesett           | kiesett           | kiesett           | kiesett           | 27.      |

Női
| Versenyző      | Versenyszám | Selejtező                    | 32-es főtábla     | Nyolcaddöntő      | Negyeddöntő       | Elődöntő          | Bronz- mérkőzés   | Döntő             | Helyezés |
| Versenyző      | Versenyszám | Ellenfél Eredmény            | Ellenfél Eredmény | Ellenfél Eredmény | Ellenfél Eredmény | Ellenfél Eredmény | Ellenfél Eredmény | Ellenfél Eredmény | Helyezés |
| -------------- | ----------- | ---------------------------- | ----------------- | ----------------- | ----------------- | ----------------- | ----------------- | ----------------- | -------- |
| Fiona McIntosh | Tőr, egyéni | Ivana Georgieva (BUL) · 4–15 | kiesett           | kiesett           | kiesett           | kiesett           | kiesett           | kiesett           | 34.      |